# هجوم البيضاء
هجوم البيضاء الذي بدأ أواخر يوليو 2020 مع استئناف العمليات العسكرية لقوات الحوثيين في محافظة البيضاء، خلال الحرب الأهلية اليمنية ضد القوات العسكرية الحكومية الموالية لعبد ربه منصور هادي.

## مقدمات
في مطلع عام 2020، كانت قوات الحوثي تحقق مكاسب إقليمية في محافظة الجوف ومأرب على طول الطريق السريع الرئيسي الذي يربط تلك المحافظات،  بهدف السيطرة على محور البيضاء - مأرب.

## المعركة
في 21 يونيو، شقت القوات الحوثية طريقها في محافظة البيضاء، بهدف الوصول إلى منطقة ماهلية ومهاجمة مأرب من قبل الجنوب. وبحسب وسائل إعلام حكومية موالية لهادي، فإن هجوم الحوثيين على منطقة النهمة بمديرية ماهلية بمأرب ترك الجنود ورجال القبائل الموالين للحكومة في حالة يرثى لها جراء تعرضهم لهجوم من الجنوب.
في 30 يونيو، أحرزت قوات الحوثيين مزيدًا من التقدم في شمال البادية وجنوب مأرب، واستولت على 400 كم2 وسقط 250 قتيلًا وجرحًا وأسيرًا من القوات الحكومية الموالية لهادي.
في 12 أغسطس، أفادت مصادر حوثية بحدوث تقدم على جبهة مأرب ضد القوات التي تقودها السعودية في جنوب غرب مأرب.
في 19 أغسطس، أعلن المتحدث باسم جماعة الحوثي يحيى سريع إنه بعد عمليات عسكرية استولت قوات الحوثي على منطقتي أولاد ربيع والقرشية. وبحسب سريع، استولت القوات الحوثية على 1000 كم2 وتسببت في مقتل وإصابة وأسر 250 شخصا بينما دمرت 12 قاعدة للعدو.
في 22 أغسطس، كشفت وسائل إعلام حوثية عن التقدم الذي أحرزه مقاتلو الحوثي. أفادت وسائل إعلام يمنية أن مقاتلي الحوثي استولوا على صواريخ إم 47 دراغون ورشاشات إم 2 براوننغ ولوازم برنامج الغذاء العالمي.

## ما بعد المعركة
في 23 سبتمبر 2021، قالت قوات الحوثي إنها استولت على ثلاث مديريات من محافظة البيضاء وتسيطر فعليًا على المحافظة. ووصفت وزارة الدفاع التابعة لحكومة الحوثي النتيجة بـ «نصر استراتيجي».